# Juan Pablo Sorín
Juan Pablo Sorín (Buenos Aires, 5 maggio 1976) è un dirigente sportivo ed ex calciatore argentino, di ruolo difensore o centrocampista.
Nel corso della sua carriera ha vinto quattordici trofei, comprese una Coppa Libertadores e una Supercoppa Sudamericana con il River Plate, un'edizione dei Giochi panamericani e una del campionato mondiale Under-20 con l'Argentina.

## Biografia
Ha scritto un libro, Grandes Chicos, per raccogliere fondi destinati alla costruzione di una scuola e di un ospedale per bambini in Argentina.

## Caratteristiche tecniche
Sorín era un terzino sinistro versatile e laborioso, che poteva anche giocare dovunque sulla fascia sinistra, grazie alla sua abilità di passaggio. Aveva uno stile di gioco eccentrico e, nonostante abbia giocato prevalentemente in ruoli difensivi, spesso faceva discese in attacco, dove metteva a profitto la sua abilità tecnica.

## Carriera

### Club

#### Inizi
Inizia a giocare all'età di nove anni nelle giovanili dell'Argentinos Juniors, per poi debuttare in prima squadra nel 1994.
Nella primavera del 1995 Omar Sívori, ambasciatore della Juventus in Sud America, segnala alla dirigenza bianconera il nome di Sorín allora capitano dell'Argentina Under-20 campione del mondo in Qatar. Acquistato per 1,6 miliardi di lire, colleziona 5 presenze complessive (di cui una nella vittoriosa Champions League), senza mai giocare una partita intera.

#### River Plate e Cruzeiro
A gennaio torna in Argentina per vestire la maglia del River Plate. Con la casacca bianco-rossa disputa tre stagioni vincendo una Coppa Libertadores, una Supercoppa Sudamericana, tre Tornei d'apertura e un Torneo di Clausura.
Nel 2000 lascia l'Argentina e si trasferisce in Brasile, firmando un contratto con il Cruzeiro con il quale vincerà nello stesso anno la Coppa del Brasile.

#### Lazio e Barcellona
Il 7 febbraio 2002 viene annunciato il trasferimento, per la stagione 2002-2003, del giocatore alla Lazio di Sergio Cragnotti. Nel corso dell'estate 2002 il trasferimento di Sorín rischia però di saltare. La Lazio, a seguito del crack Cirio, è in grave crisi finanziaria e non riesce a pagare ai brasiliani la prima rata del trasferimento di circa 3,5 milioni di euro. Nel mentre il calciatore inizia ad allenarsi alle dipendenze del mister biancoceleste Roberto Mancini, in attesa del transfer della federazione brasiliana che, dopo aver rinegoziato l'accordo sulla base di un prestito, arriverà solo alla fine di agosto.
Nel corso della stagione l'argentino non riesce a trovare spazio. Inoltre la crisi finanziaria che colpisce il club romano e il conseguente ritardo nel pagamento degli stipendi, spinge il giocatore a mettere in mora la società con conseguente richiesta di svincolo. Ma la richiesta viene respinta dal collegio arbitrale della Lega per un vizio di legittimità.
Il 31 gennaio 2003 termina l'avventura laziale di Sorín che torna così al Cruzeiro per poi essere subito girato sempre in prestito, con diritto di riscatto, al Barça. Con la maglia blaugrana disputa 15 partite segnando una rete.

#### PSG, Villarreal e Amburgo
Nell'estate del 2003, ancora in prestito, si trasferisce in Francia alle dipendenze del Paris Saint-Germain con il quale vincerà una Coppa di Francia.
Dopo un breve ritorno al Cruzeiro, nel 2004 si trasferisce al Villarreal dove diventa un elemento insostituibile del club spagnolo che riesce, alla sua prima storica partecipazione, a raggiungere la semifinale di Champions League. Ai quarti di finale di quella stessa edizione, Sorìn fu vittima di un violentissimo fallo di Marco Materazzi. In area di rigore il difensore dell'Inter colpì con una gomitata in pieno volto Sorín, lasciandolo a terra sanguinante.
Nell'agosto del 2006 viene acquistato dall'Amburgo per una cifra di 3 milioni di euro.

#### Ritorno al Cruzeiro
Resta in Germania fino al 2008 per poi tornare al Cruzeiro.
Il 28 luglio 2009, a causa dei numerosi infortuni che hanno accompagnato gli ultimi anni della sua carriera, si è ritirato dal calcio giocato.

### Nazionale
Nel 1995 capitanò l'Argentina Under-20 vittoriosa nel campionato mondiale di categoria. Le sue prestazioni nella nazionale giovanile attirarono le attenzioni anche del selezionatore dell'albiceleste Daniel Passarella, che lo fece debuttare il 14 febbraio 1995 nell'amichevole vinta per 4-1 contro la Bulgaria.
Diventa così un pilastro della Nazionale, restando per 7 anni il terzino sinistro titolare, a partire dal 1999.
Ha disputato il mondiale del 2002 e quello del 2006 dove il commissario tecnico Pekerman gli affidò la fascia di capitano. In totale con la maglia dell'albiceleste ha disputato 75 partite segnando 11 gol.
Viene ricordato anche per un curioso episodio avvenuto durante la partita tra Brasile e Argentina valida per le qualificazioni al mondiale: Sorín tocca tre volte il pallone con il piede sinistro e con il destro fa passare la palla sotto le gambe di Ronaldinho (fantasista mondiale per eccellenza). Sorín subito dopo riceve un buffetto al volto dal brasiliano, evidentemente stizzito per il tunnel subito.

## Statistiche

### Presenze e reti nei club
| Stagione           | Squadra             | Campionato         | Campionato | Campionato | Coppe nazionali | Coppe nazionali | Coppe nazionali | Coppe continentali | Coppe continentali | Coppe continentali | Altre coppe | Altre coppe | Altre coppe | Totale | Totale |
| Stagione           | Squadra             | Comp               | Pres       | Reti       | Comp            | Pres            | Reti            | Comp               | Pres               | Reti               | Comp        | Pres        | Reti        | Pres   | Reti   |
| ------------------ | ------------------- | ------------------ | ---------- | ---------- | --------------- | --------------- | --------------- | ------------------ | ------------------ | ------------------ | ----------- | ----------- | ----------- | ------ | ------ |
| 1994-1995          | Argentinos Juniors  | PD                 | 20         | 1          | -               | -               | -               | -                  | -                  | -                  | -           | -           | -           | 20     | 1      |
| 1995-gen. 1996     | Juventus            | A                  | 2          | 0          | CI              | 2               | 0               | UCL                | 1                  | 0                  | -           | -           | -           | 5      | 0      |
| gen.-ago. 1996     | River Plate         | PD                 | -          | -          | -               | -               | -               | CL                 | 13                 | 1                  | -           | -           | -           | 13     | 1      |
| 1996-1997          | River Plate         | PD                 | 32         | 5          | -               | -               | -               | SS+CL              | ?+2                | ?+0                | CI+RS       | 1+1         | 0           | 36+    | 5+     |
| 1997-1998          | River Plate         | PD                 | 21         | 4          | -               | -               | -               | SS+CL              | ?+10               | ?+2                | RS          | 0           | 0           | 31+    | 6+     |
| 1998-1999          | River Plate         | PD                 | 18         | 1          | -               | -               | -               | CL                 | 11                 | 2                  | -           | -           | -           | 29     | 3      |
| 1999-2000          | River Plate         | PD                 | 7          | 1          | -               | -               | -               | CL                 | ?                  | ?                  | -           | -           | -           | 7+     | 1+     |
| Totale River Plate | Totale River Plate  | Totale River Plate | 78         | 11         | -               | -               | -               | -                  | 36+                | 5+                 | -           | 2           | 0           | 116+   | 16+    |
| 2000               | Cruzeiro            | M1/MG+CJH          | ?+14       | ?+3        | CB              | ?               | ?               | CM                 | 8                  | 1                  | -           | -           | -           | 22+    | 4+     |
| 2001               | Cruzeiro            | M1/MG+A            | ?+15       | ?+0        | CB              | ?               | ?               | CL+CM              | 7+3                | 1+1                | CSM         | ?           | ?           | 25+    | 2+     |
| 2002               | Cruzeiro            | M1/MG              | ?          | ?          | CB              | ?               | ?               | -                  | -                  | -                  | CSM         | ?           | ?           | ?      | ?      |
| 2002-gen. 2003     | Lazio               | A                  | 6          | 0          | CI              | 1               | 0               | CU                 | 4                  | 0                  | -           | -           | -           | 11     | 0      |
| gen.-giu. 2003     | Barcellona          | PD                 | 15         | 1          | CR              | -               | -               | UCL                | -                  | -                  | -           | -           | -           | 15     | 1      |
| 2003-2004          | Paris Saint-Germain | L1                 | 21         | 1          | CF+CdL          | 5+0             | 1               | -                  | -                  | -                  | -           | -           | -           | 26     | 2      |
| 2004               | Cruzeiro            | M1/MG+A            | ?+6        | ?+0        | CB              | -               | -               | CL+CS              | 0+3                | 0+1                | -           | -           | -           | 9+     | 1+     |
| 2004-2005          | Villarreal          | PD                 | 21         | 4          | CR              | -               | -               | CU                 | 6                  | 0                  | -           | -           | -           | 27     | 4      |
| 2005-2006          | Villarreal          | PD                 | 20         | 3          | CR              | 0               | 0               | UCL                | 13                 | 1                  | -           | -           | -           | 33     | 4      |
| Totale Villarreal  | Totale Villarreal   | Totale Villarreal  | 41         | 7          | -               | 0               | 0               | -                  | 19                 | 1                  | -           | -           | -           | 60     | 8      |
| 2006-2007          | Amburgo             | BL                 | 19         | 4          | CG              | 0               | 0               | UCL                | 3                  | 0                  | -           | -           | -           | 22     | 4      |
| 2007-2008          | Amburgo             | BL                 | 5          | 0          | CG              | 0               | 0               | CI+CU              | 0                  | 0                  | -           | -           | -           | 5      | 0      |
| Totale Amburgo     | Totale Amburgo      | Totale Amburgo     | 24         | 4          | -               | 0               | 0               | -                  | 3                  | 0                  | -           | -           | -           | 27     | 4      |
| 2008               | Cruzeiro            | M1/MG+A            | ?+0        | ?+0        | CB              | 0               | 0               | CL                 | 0                  | 0                  | -           | -           | -           | 0+     | 0+     |
| 2009               | Cruzeiro            | M1/MG+A            | ?+1        | ?+0        | CB              | ?               | ?               | CL                 | 1                  | 0                  | -           | -           | -           | 2+     | 0+     |
| Totale Cruzeiro    | Totale Cruzeiro     | Totale Cruzeiro    | 36+        | 3+         | -               | 0+              | 0+              | -                  | 22                 | 4                  | -           | ?           | ?           | 58+    | 7+     |
| Totale carriera    | Totale carriera     | Totale carriera    | 243+       | 28+        | -               | 8+              | 1+              | -                  | 85+                | 10+                | -           | 2+          | 0+          | 338+   | 39+    |

### Cronologia presenze e reti in nazionale
| Cronologia completa delle presenze e delle reti in nazionale ― Argentina | Cronologia completa delle presenze e delle reti in nazionale ― Argentina | Cronologia completa delle presenze e delle reti in nazionale ― Argentina | Cronologia completa delle presenze e delle reti in nazionale ― Argentina | Cronologia completa delle presenze e delle reti in nazionale ― Argentina | Cronologia completa delle presenze e delle reti in nazionale ― Argentina | Cronologia completa delle presenze e delle reti in nazionale ― Argentina | Cronologia completa delle presenze e delle reti in nazionale ― Argentina |
| Data                                                                     | Città                                                                    | In casa                                                                  | Risultato                                                                | Ospiti                                                                   | Competizione                                                             | Reti                                                                     | Note                                                                     |
| ------------------------------------------------------------------------ | ------------------------------------------------------------------------ | ------------------------------------------------------------------------ | ------------------------------------------------------------------------ | ------------------------------------------------------------------------ | ------------------------------------------------------------------------ | ------------------------------------------------------------------------ | ------------------------------------------------------------------------ |
| 14-2-1995                                                                | Mendoza                                                                  | Argentina                                                                | 4 – 1                                                                    | Bulgaria                                                                 | Amichevole                                                               | -                                                                        | 71’                                                                      |
| 13-5-1995                                                                | Johannesburg                                                             | Sudafrica                                                                | 1 – 1                                                                    | Argentina                                                                | Mandela Cup                                                              | -                                                                        | 72’                                                                      |
| 31-5-1995                                                                | Cordoba                                                                  | Argentina                                                                | 1 – 0                                                                    | Perù                                                                     | Amichevole                                                               | -                                                                        | 42’                                                                      |
| 9-10-1996                                                                | San Cristóbal                                                            | Venezuela                                                                | 2 – 5                                                                    | Argentina                                                                | Qual. Mondiali 1998                                                      | 1                                                                        |                                                                          |
| 15-12-1996                                                               | Buenos Aires                                                             | Argentina                                                                | 1 – 1                                                                    | Cile                                                                     | Qual. Mondiali 1998                                                      | -                                                                        |                                                                          |
| 12-2-1997                                                                | Barranquilla                                                             | Colombia                                                                 | 0 – 1                                                                    | Argentina                                                                | Qual. Mondiali 1998                                                      | -                                                                        | 83’                                                                      |
| 2-4-1997                                                                 | La Paz                                                                   | Bolivia                                                                  | 2 – 1                                                                    | Argentina                                                                | Qual. Mondiali 1998                                                      | -                                                                        |                                                                          |
| 3-2-1999                                                                 | Maracaibo                                                                | Venezuela                                                                | 0 – 2                                                                    | Argentina                                                                | Amichevole                                                               | -                                                                        | Ammonizione                                                              |
| 10-2-1999                                                                | Los Angeles                                                              | Messico                                                                  | 0 – 1                                                                    | Argentina                                                                | Amichevole                                                               | 1                                                                        |                                                                          |
| 9-6-1999                                                                 | Chicago                                                                  | Argentina                                                                | 2 – 2                                                                    | Messico                                                                  | Amichevole                                                               | -                                                                        | , 43’                                                                    |
| 26-6-1999                                                                | Buenos Aires                                                             | Argentina                                                                | 0 – 0                                                                    | Lituania                                                                 | Amichevole                                                               | -                                                                        | 67’                                                                      |
| 1-7-1999                                                                 | Luque                                                                    | Argentina                                                                | 3 – 1                                                                    | Ecuador                                                                  | Coppa America 1999 - 1º turno                                            | -                                                                        |                                                                          |
| 4-7-1999                                                                 | Luque                                                                    | Argentina                                                                | 0 – 3                                                                    | Colombia                                                                 | Coppa America 1999 - 1º turno                                            | -                                                                        | 46’                                                                      |
| 7-7-1999                                                                 | Luque                                                                    | Argentina                                                                | 2 – 0                                                                    | Uruguay                                                                  | Coppa America 1999 - 1º turno                                            | -                                                                        | Ammonizione                                                              |
| 11-7-1999                                                                | Ciudad del Este                                                          | Brasile                                                                  | 2 – 1                                                                    | Argentina                                                                | Coppa America 1999 - Quarti di finale                                    | 1                                                                        | 69’                                                                      |
| 4-9-1999                                                                 | Buenos Aires                                                             | Argentina                                                                | 2 – 0                                                                    | Brasile                                                                  | Amichevole                                                               | -                                                                        |                                                                          |
| 7-9-1999                                                                 | Porto Alegre                                                             | Brasile                                                                  | 4 – 2                                                                    | Argentina                                                                | Amichevole                                                               | -                                                                        |                                                                          |
| 29-6-2000                                                                | Bogotà                                                                   | Colombia                                                                 | 1 – 3                                                                    | Argentina                                                                | Qual. Mondiali 2002                                                      | -                                                                        | 88’                                                                      |
| 19-7-2000                                                                | Buenos Aires                                                             | Argentina                                                                | 2 – 0                                                                    | Ecuador                                                                  | Qual. Mondiali 2002                                                      | -                                                                        | 76’                                                                      |
| 26-7-2000                                                                | San Paolo                                                                | Brasile                                                                  | 3 – 1                                                                    | Argentina                                                                | Qual. Mondiali 2002                                                      | -                                                                        | 71’ 85’                                                                  |
| 16-8-2000                                                                | Buenos Aires                                                             | Argentina                                                                | 1 – 1                                                                    | Paraguay                                                                 | Qual. Mondiali 2002                                                      | -                                                                        | 46’                                                                      |
| 3-9-2000                                                                 | Lima                                                                     | Perù                                                                     | 1 – 2                                                                    | Argentina                                                                | Qual. Mondiali 2002                                                      | -                                                                        |                                                                          |
| 8-10-2000                                                                | Buenos Aires                                                             | Argentina                                                                | 2 – 1                                                                    | Uruguay                                                                  | Qual. Mondiali 2002                                                      | -                                                                        |                                                                          |
| 15-11-2000                                                               | Santiago del Cile                                                        | Cile                                                                     | 0 – 2                                                                    | Argentina                                                                | Qual. Mondiali 2002                                                      | -                                                                        |                                                                          |
| 28-2-2001                                                                | Roma                                                                     | Italia                                                                   | 1 – 2                                                                    | Argentina                                                                | Amichevole                                                               | -                                                                        |                                                                          |
| 28-3-2001                                                                | Buenos Aires                                                             | Argentina                                                                | 5 – 0                                                                    | Venezuela                                                                | Qual. Mondiali 2002                                                      | 1                                                                        | 62’                                                                      |
| 25-4-2001                                                                | La Paz                                                                   | Bolivia                                                                  | 3 – 3                                                                    | Argentina                                                                | Qual. Mondiali 2002                                                      | 1                                                                        |                                                                          |
| 3-6-2001                                                                 | Buenos Aires                                                             | Argentina                                                                | 3 – 0                                                                    | Colombia                                                                 | Qual. Mondiali 2002                                                      | -                                                                        |                                                                          |
| 15-8-2001                                                                | Quito                                                                    | Ecuador                                                                  | 0 – 2                                                                    | Argentina                                                                | Qual. Mondiali 2002                                                      | -                                                                        |                                                                          |
| 7-10-2001                                                                | Asunción                                                                 | Paraguay                                                                 | 2 – 2                                                                    | Argentina                                                                | Qual. Mondiali 2002                                                      | -                                                                        | 63’                                                                      |
| 8-11-2001                                                                | Buenos Aires                                                             | Argentina                                                                | 2 – 0                                                                    | Perù                                                                     | Qual. Mondiali 2002                                                      | -                                                                        |                                                                          |
| 14-11-2001                                                               | Montevideo                                                               | Uruguay                                                                  | 1 – 1                                                                    | Argentina                                                                | Qual. Mondiali 2002                                                      | -                                                                        |                                                                          |
| 13-2-2002                                                                | Cardiff                                                                  | Galles                                                                   | 1 – 1                                                                    | Argentina                                                                | Amichevole                                                               | -                                                                        |                                                                          |
| 27-3-2002                                                                | Ginevra                                                                  | Argentina                                                                | 2 – 2                                                                    | Camerun                                                                  | Amichevole                                                               | -                                                                        | 76’                                                                      |
| 17-4-2002                                                                | Stoccarda                                                                | Germania                                                                 | 0 – 1                                                                    | Argentina                                                                | Amichevole                                                               | 1                                                                        |                                                                          |
| 2-6-2002                                                                 | Kashima                                                                  | Argentina                                                                | 1 – 0                                                                    | Nigeria                                                                  | Mondiali 2002 - 1º turno                                                 | -                                                                        |                                                                          |
| 7-6-2002                                                                 | Sapporo                                                                  | Argentina                                                                | 0 – 1                                                                    | Inghilterra                                                              | Mondiali 2002 - 1º turno                                                 | -                                                                        |                                                                          |
| 12-6-2002                                                                | Rifu                                                                     | Svezia                                                                   | 1 – 1                                                                    | Argentina                                                                | Mondiali 2002 - 1º turno                                                 | -                                                                        | 63’                                                                      |
| 20-11-2002                                                               | Saitama                                                                  | Giappone                                                                 | 0 – 2                                                                    | Argentina                                                                | Amichevole                                                               | 1                                                                        | 57’                                                                      |
| 12-2-2003                                                                | Amsterdam                                                                | Paesi Bassi                                                              | 1 – 0                                                                    | Argentina                                                                | Amichevole                                                               | -                                                                        |                                                                          |
| 30-4-2003                                                                | Tripoli                                                                  | Libia                                                                    | 1 – 3                                                                    | Argentina                                                                | Amichevole                                                               | -                                                                        | 46’                                                                      |
| 15-11-2003                                                               | Buenos Aires                                                             | Argentina                                                                | 3 – 0                                                                    | Bolivia                                                                  | Qual. Mondiali 2006                                                      | -                                                                        | 84’                                                                      |
| 30-3-2004                                                                | Buenos Aires                                                             | Argentina                                                                | 1 – 0                                                                    | Ecuador                                                                  | Qual. Mondiali 2006                                                      | -                                                                        |                                                                          |
| 3-6-2004                                                                 | Belo Horizonte                                                           | Brasile                                                                  | 3 – 1                                                                    | Argentina                                                                | Qual. Mondiali 2006                                                      | 1                                                                        |                                                                          |
| 6-6-2004                                                                 | Buenos Aires                                                             | Argentina                                                                | 0 – 0                                                                    | Paraguay                                                                 | Qual. Mondiali 2006                                                      | -                                                                        |                                                                          |
| 27-6-2004                                                                | Miami                                                                    | Argentina                                                                | 0 – 2                                                                    | Colombia                                                                 | Amichevole                                                               | -                                                                        | 79’                                                                      |
| 30-6-2004                                                                | East Rutherford                                                          | Argentina                                                                | 2 – 1                                                                    | Perù                                                                     | Amichevole                                                               | -                                                                        |                                                                          |
| 7-7-2004                                                                 | Chiclayo                                                                 | Argentina                                                                | 6 – 1                                                                    | Ecuador                                                                  | Coppa America 2004 - 1º turno                                            | -                                                                        |                                                                          |
| 10-7-2004                                                                | Chiclayo                                                                 | Argentina                                                                | 0 – 1                                                                    | Messico                                                                  | Coppa America 2004 - 1º turno                                            | -                                                                        | 76’                                                                      |
| 17-7-2004                                                                | Chiclayo                                                                 | Perù                                                                     | 0 – 1                                                                    | Argentina                                                                | Coppa America 2004 - Quarti di finale                                    | -                                                                        |                                                                          |
| 20-7-2004                                                                | Lima                                                                     | Argentina                                                                | 3 – 0                                                                    | Colombia                                                                 | Coppa America 2004 - Semifinale                                          | 1                                                                        |                                                                          |
| 25-7-2004                                                                | Lima                                                                     | Argentina                                                                | 2 – 2 dts (2 – 4 dtr)                                                    | Brasile                                                                  | Coppa America 2004 - Finale                                              | -                                                                        | 25’                                                                      |
| 4-9-2004                                                                 | Lima                                                                     | Perù                                                                     | 1 – 3                                                                    | Argentina                                                                | Qual. Mondiali 2006                                                      | 1                                                                        | 69’                                                                      |
| 9-10-2004                                                                | Buenos Aires                                                             | Argentina                                                                | 4 – 2                                                                    | Uruguay                                                                  | Qual. Mondiali 2006                                                      | -                                                                        |                                                                          |
| 13-10-2004                                                               | Santiago del Cile                                                        | Cile                                                                     | 0 – 0                                                                    | Argentina                                                                | Qual. Mondiali 2006                                                      | -                                                                        |                                                                          |
| 16-11-2004                                                               | Buenos Aires                                                             | Argentina                                                                | 3 – 2                                                                    | Venezuela                                                                | Qual. Mondiali 2006                                                      | -                                                                        |                                                                          |
| 9-2-2005                                                                 | Düsseldorf                                                               | Germania                                                                 | 2 – 2                                                                    | Argentina                                                                | Amichevole                                                               | -                                                                        |                                                                          |
| 30-3-2005                                                                | Buenos Aires                                                             | Argentina                                                                | 1 – 0                                                                    | Colombia                                                                 | Qual. Mondiali 2006                                                      | -                                                                        |                                                                          |
| 8-6-2005                                                                 | Buenos Aires                                                             | Argentina                                                                | 3 – 1                                                                    | Brasile                                                                  | Qual. Mondiali 2006                                                      | -                                                                        | 42’                                                                      |
| 15-6-2005                                                                | Colonia                                                                  | Argentina                                                                | 2 – 1                                                                    | Tunisia                                                                  | Conf. Cup 2005 - 1º turno                                                | -                                                                        | 79’                                                                      |
| 18-6-2005                                                                | Norimberga                                                               | Australia                                                                | 2 – 4                                                                    | Argentina                                                                | Conf. Cup 2005 - 1º turno                                                | -                                                                        |                                                                          |
| 21-6-2005                                                                | Norimberga                                                               | Argentina                                                                | 2 – 2                                                                    | Germania                                                                 | Conf. Cup 2005 - 1º turno                                                | -                                                                        |                                                                          |
| 26-6-2005                                                                | Hannover                                                                 | Messico                                                                  | 1 – 1 dts (5 – 6 dtr)                                                    | Argentina                                                                | Conf. Cup 2005 - Semifinale                                              | -                                                                        |                                                                          |
| 29-6-2005                                                                | Francoforte                                                              | Brasile                                                                  | 4 – 1                                                                    | Argentina                                                                | Conf. Cup 2005 - Finale                                                  | -                                                                        | 35’                                                                      |
| 17-8-2005                                                                | Budapest                                                                 | Ungheria                                                                 | 1 – 2                                                                    | Argentina                                                                | Amichevole                                                               | -                                                                        |                                                                          |
| 3-9-2005                                                                 | Asunción                                                                 | Paraguay                                                                 | 1 – 0                                                                    | Argentina                                                                | Qual. Mondiali 2006                                                      | -                                                                        |                                                                          |
| 9-10-2005                                                                | Buenos Aires                                                             | Argentina                                                                | 2 – 0                                                                    | Perù                                                                     | Qual. Mondiali 2006                                                      | -                                                                        |                                                                          |
| 12-10-2005                                                               | Montevideo                                                               | Uruguay                                                                  | 1 – 0                                                                    | Argentina                                                                | Qual. Mondiali 2006                                                      | -                                                                        |                                                                          |
| 12-11-2005                                                               | Ginevra                                                                  | Argentina                                                                | 2 – 3                                                                    | Inghilterra                                                              | Amichevole                                                               | -                                                                        |                                                                          |
| 16-11-2005                                                               | Doha                                                                     | Qatar                                                                    | 0 – 3                                                                    | Argentina                                                                | Amichevole                                                               | -                                                                        |                                                                          |
| 30-5-2006                                                                | Salerno                                                                  | Argentina                                                                | 2 – 0                                                                    | Angola                                                                   | Amichevole                                                               | 1                                                                        |                                                                          |
| 10-6-2006                                                                | Amburgo                                                                  | Argentina                                                                | 2 – 1                                                                    | Costa d'Avorio                                                           | Mondiali 2006 - 1º turno                                                 | -                                                                        |                                                                          |
| 16-6-2006                                                                | Gelsenkirchen                                                            | Argentina                                                                | 6 – 0                                                                    | Serbia e Montenegro                                                      | Mondiali 2006 - 1º turno                                                 | -                                                                        |                                                                          |
| 24-6-2006                                                                | Lipsia                                                                   | Argentina                                                                | 2 – 1 dts                                                                | Messico                                                                  | Mondiali 2006 - Ottavi di finale                                         | -                                                                        | 112’                                                                     |
| 30-6-2006                                                                | Berlino                                                                  | Germania                                                                 | 1 – 1 dts (4 – 2 dtr)                                                    | Argentina                                                                | Mondiali 2006 - Quarti di finale                                         | -                                                                        | 60’                                                                      |
| Totale                                                                   |                                                                          | Presenze                                                                 | 75                                                                       |                                                                          | Reti                                                                     | 11                                                                       |                                                                          |

| Cronologia completa delle presenze e delle reti in nazionale ― Argentina under 20 | Cronologia completa delle presenze e delle reti in nazionale ― Argentina under 20 | Cronologia completa delle presenze e delle reti in nazionale ― Argentina under 20 | Cronologia completa delle presenze e delle reti in nazionale ― Argentina under 20 | Cronologia completa delle presenze e delle reti in nazionale ― Argentina under 20 | Cronologia completa delle presenze e delle reti in nazionale ― Argentina under 20 | Cronologia completa delle presenze e delle reti in nazionale ― Argentina under 20 | Cronologia completa delle presenze e delle reti in nazionale ― Argentina under 20 |
| Data                                                                              | Città                                                                             | In casa                                                                           | Risultato                                                                         | Ospiti                                                                            | Competizione                                                                      | Reti                                                                              | Note                                                                              |
| --------------------------------------------------------------------------------- | --------------------------------------------------------------------------------- | --------------------------------------------------------------------------------- | --------------------------------------------------------------------------------- | --------------------------------------------------------------------------------- | --------------------------------------------------------------------------------- | --------------------------------------------------------------------------------- | --------------------------------------------------------------------------------- |
| 13-4-1995                                                                         | Doha                                                                              | Paesi Bassi under 20                                                              | 0 – 1                                                                             | Argentina under 20                                                                | Mondiali Under-20 1995 - 1º turno                                                 | -                                                                                 |                                                                                   |
| 17-4-1995                                                                         | Al Rayyan                                                                         | Argentina under 20                                                                | 0 – 1                                                                             | Portogallo under 20                                                               | Mondiali Under-20 1995 - 1º turno                                                 | -                                                                                 |                                                                                   |
| 20-4-1995                                                                         | Doha                                                                              | Argentina under 20                                                                | 4 – 2                                                                             | Honduras under 20                                                                 | Mondiali Under-20 1995 - 1º turno                                                 | -                                                                                 | 69’                                                                               |
| 23-4-1995                                                                         | Doha                                                                              | Camerun under 20                                                                  | 0 – 2                                                                             | Argentina under 20                                                                | Mondiali Under-20 1995 - Quarti di finale                                         | -                                                                                 |                                                                                   |
| 25-4-1995                                                                         | Al Rayyan                                                                         | Spagna under 20                                                                   | 0 – 3                                                                             | Argentina under 20                                                                | Mondiali Under-20 1995 - Semifinale                                               | -                                                                                 |                                                                                   |
| 28-4-1995                                                                         | Al Rayyan                                                                         | Brasile under 20                                                                  | 0 – 2                                                                             | Argentina under 20                                                                | Mondiali Under-20 1995 - Finale                                                   | -                                                                                 |                                                                                   |
| Totale                                                                            |                                                                                   | Presenze                                                                          | 6                                                                                 |                                                                                   | Reti                                                                              | 0                                                                                 |                                                                                   |

## Palmarès

### Club

#### Competizioni statali
- Copa Sul-Minas: 2

Cruzeiro: 2001, 2002
- Campionato Mineiro: 1

Cruzeiro: 2009

#### Competizioni nazionali
- Campionato argentino: 4

River Plate: Apertura 1996, Clausura 1997, Apertura 1997, Apertura 1999
- Coppa del Brasile: 1

Cruzeiro: 2000
- Coppa di Francia: 1

Paris Saint-Germain: 2003-2004

#### Competizioni internazionali
- Coppa Libertadores: 1

River Plate: 1996
- Supercoppa Sudamericana: 1

River Plate: 1997
- Coppa Intertoto UEFA: 1

Amburgo: 2007

### Nazionale
- Giochi panamericani: 1

1995
- Campionato mondiale Under-20: 1

1995

### Individuale
- Equipo Ideal de América: 3

1996, 2000, 2001
- Bola de Prata: 1

2000